# District de Duji
Le district de Duji (杜集区 ; pinyin : Dùjí Qū) est une subdivision administrative de la province de l'Anhui en Chine. Il est placé sous la juridiction de la ville-préfecture de Huaibei.